# Кіо Еміль Теодорович
Еміль Теодорович Кіо, Еміль Федорович Гіршфельд (рос. Эми́ль Теодо́рович Ки́о, Эми́ль Фёдо́рович Ги́ршфельд, нар.11 квітня 1894 р., м. Москва, Російська імперія — пом.19 грудня 1965 р., м. Київ, УРСР) — радянський артист цирку, ілюзіоніст. Заслужений артист РРФСР (від 19 листопада 1939 р.), народний артист РРФСР (з 15 жовтня 1958 р.), творець ілюзійних вистав, конструктор циркової апаратури. Спочатку виступав під сценічним псевдонімом Еміль Ренард (рос. Эмиль Рена́рд). В Англії визнаний найкращим фокусником світу (1960), у Данії отримав золоту медаль Міжнародної артистичної ложі (1961). Родоначальник знаменитої династії ілюзіоністів, Кіо.

## Життєпис

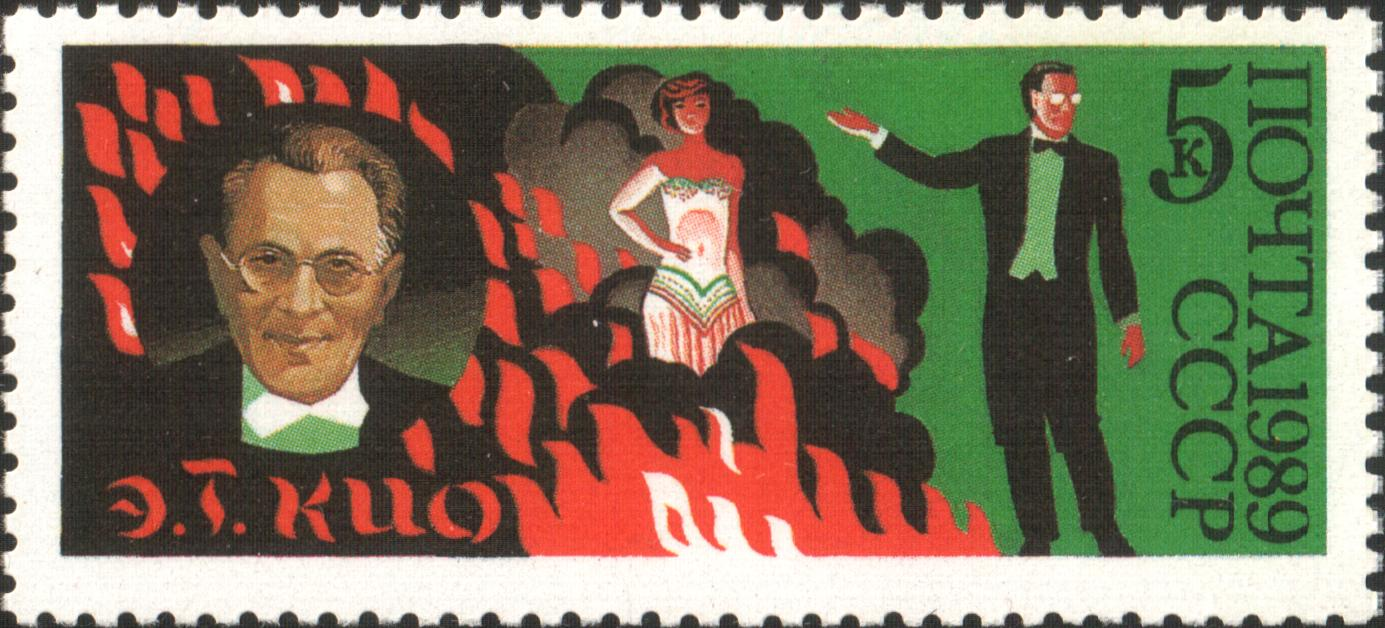
Поштова марка СРСР із зображенням Кіо Е. Т., 1989 р.

Еміль Теодорович Гіршфельд народився старшим з трьох синів (Еміль, Фелікс і Гарій) в німецько-єврейській родині комівояжера Теодора Емільовича Гіршфельда (пом.1916 р.) і Беатріс Германівни Гіршфельд, родом з м. Голдінгена Курляндської губернії Російської імперії.
Навчався в комерційному училищі. З 1917 р. — актор Московського театру мініатюр «Одеон», потім працював адміністратором, уніформістом і берейтором в цирку Олександра Чинізеллі в м. Варшаві. З 1921 р. виступав як ілюзіоніст на радянській естраді — в естрадних театрах садів «Акваріум» і «Ермітаж», до 1928 р. гастролював містами країни, потім — в естрадному театрі Центрального парку культури й відпочинку (нині — імені М. Горького). Як артистичний псевдонім, що вперше з'явився на афішах в 1922 р., Еміль Кіо вибрав давньоєврейське слово івр. תְּקִיעָה (ткіо), що було знайоме йому з молитов варшавської синагоги. За іншою версією (яку його син Ігор вважав несправжньою), він побачив, що світиться вивіска «Кіно», де не горіла буква «Н», і вирішив, що це «непогане циркове прізвисько».
З 1932 р. на запрошення керівника Державного управління музики, естради та цирку Данкмана О. М., почав виступати на арені цирку. Гастролював у Румунії, Великій Британії, Данії, Японії.
У 1940 р. Кіо змінив східні мотиви в одязі на строгий фрак і розширив номер з комічними елементами та участю килимових. Працював з режисерами Арнольдом А. Г., Шахетом Б. О. і Местєчкіним М. С..
Всі його виступи проходили при незмінних аншлагах: На гастролях у м. Бухаресті (1957 р.) він давав виставу на футбольному стадіоні на 80 тисяч місць глядачів, всі квитки на ту виставу були розпродані за один день; величезні Палаци спорту, що вміщають до 20 тисяч глядачів у м. Лондоні (1959 р.), в м. Копенгагені (1960 р.), в м. Токіо (1961 р.) і інших світових столицях завжди були заповнені вщерть. Гастролюючи у стаціонарних цирках різних країн світу, протягом усього свого творчого життя, він давав по 150—200 аншлагових виступів в кожному місті; ніколи не мав конкуренції; з його іменем пов'язане завоювання беззастережного звання радянського цирку, як найкращого цирку світу.
Помер 19 грудня 1965 р. під час гастролей в м. Києві. Похований в м. Москві на Новодівичому кладовищі.

## Нагороди
- Орден Трудового Червоного Прапора
- медалі[3].

## Твори
- (рос.)Кио Эмиль Фёдорович,. «Фокусы и фокусники». — М. : "Искусство", 1958. — 110 с. Архівовано з джерела 11 червня 2016
- (рос.)Право и обязанность [про Сталинскую Конституцию] // Газета «Советское искусство», № 58 (344), 17.12.1936, стр. 1;
- (рос.)Кио и его ассистенты / Советский цирк, 1918—1938 (сборник, отв. ред. Кузнецов Е. М.) Л.–М.: Искусство, 1938, стр. 171—180, 314;
- (рос.)Иллюзионисты и «волшебники». Литературная запись М. Н. Долгополова. М.: Изд. «Правда», библиотека «Огонек», 1959, № 26, 32 стр.;
- (рос.)Фокус и труд // Нева, 1960, № 2, стр. 219;
- (рос.)На манеже цирка Шумана // Советский цирк, 1961, № 1, стр. 24–26[3].

## Родина
- Перша дружина — Борукаєва Кошерхан Тоховна, осетинська театральна актриса;
- друга дружина — Гіршфельд Євгенія Василівна (1920 р.нар.);
- діти — народні артисти РРФСР, ілюзіоністи Еміль Кіо (1938 р.нар.) і Ігор Кіо (1944—2006);
- брат — Фелікс Федорович Гіршфельд (рос. Феликс Фёдорович Гиршфельд, нар.1904 — пом.10 березня 1938), радянський анархіст-містик, журналіст з економічних питань в газетах «Праця» (рос. Труд) і «Гудок». Випускник Московського промислово-економічного інституту ім. Рикова (1929). Працював економістом-статистиком центрального апарату Наркомату шляхів сполучення. У 1924—1928 роках — член анархо-містичного «Ордена Світла» (орден тамплієрів, лицар 1-го ступеня)[7] . З 1931 р. працював заступником завідувача техніко-економічного відділу редакції газети «Гудок». Арештований в 1930—1931 р. у справі «Ордена Світла», повторно 31 грудня 1937 р. як учасник правотроцькистської антирадянської організації в редакції газети «Гудок», розстріляний[8].